# Andronik Duka (bratić Mihaela VII.)
Andronik Duka (grčki Ανδρόνικος Δούκας, latinski Andronicus Ducas; † 14. listopada 1077.) bio je protovestiarios i prōtoproedros Bizantskog Carstva.

## Život
Andronik Duka je bio sin cezara Ivana Duke i Irene Pegonitisse. Njegov je otac bio brat cara Konstantina X. Duke. Andronikov djed po majci bio je Niketa Pegonites. Sam Andronik bio je bratić (u prvom koljenu) Mihaela VII. Duke.
Godine 1071., Andronik je bio zapovjednik dijela bizantske vojske Romana IV. Diogena, koji je išao u pohod protiv Turaka Seldžuka, čiji je vladar bio sultan Alp Arslan. U bitci kod Malazgirta, Andronik je dezertirao te su ga Grci krivili za poraz bizantskih snaga, kao i za to što je Romana IV. neprijatelj zarobio. Nakon što je Roman pušten na slobodu, 1072., Mihael VII. je poslao Andronika i njegovog brata Konstantina da pođu ususret Romanu, kojeg su porazili te je Andronik poslao Romana u Carigrad. Usprkos tome što je mrzio bivšeg cara, Andronik je bio protiv toga da ga se oslijepi.
Godine 1074., zajedno sa svojim ocem, Andronik je zapovijedao carskom vojskom, koju je vodio u pohod protiv pobunjenika-plaćenika koje je predvodio Roussel de Bailleul. Obojicu su zarobili pobunjenici, koji su dopustili teško ranjenom Androniku da potraži pomoć u Carigradu. Umro je u listopadu 1077.

## Obitelj
Andronikova supruga je bila Marija Bugarska, kći Trajana, sina Ivana Vladislava, cara Bugara. Marijina i Andronikova djeca:
- Mihael Duka (protostrator)
- Ivan Duka (megas doux)
- Irena Duka, supruga bizantskog cara Aleksija I. Komnena[1]
- Ana Duka, žena Georgija Paleologa
- Teodora Duka, redovnica